# Alexander von Falkenhausen
Alexander Ernst Alfred Hermann Freiherr von Falkenhausen (ur. 29 października 1878 w Gut Blumenthal na Śląsku, zm. 31 lipca 1966 w Nassau) – niemiecki generał piechoty (General der Infanterie).
Pełnił funkcję attaché wojskowego w Tokio (1910-1914). Doradca wojskowy Generalissimusa Czang Kaj-szeka do czasu gdy w 1938 r., pod presją Japonii, musiał opuścić Chiny.
Po powrocie do Europy, w latach 1940–1944 kierownik administracji wojskowej w okupowanej Belgii. Był bliskim przyjacielem uczestników nieudanego zamachu 20 lipca 1944 – Carla Friedricha Goerdelera i Erwina von Witzlebena. Wkrótce po zamachu aresztowany przez Gestapo.
Przetrzymywany między innymi w obozie koncentracyjnym w Dachau. Był jednym z prominentnych więźniów uwolnionych przez Wehrmacht w Południowym Tyrolu w maju 1945 roku. 4 maja 1945 roku zatrzymany przez żołnierzy amerykańskiej Piątej Armii nad jeziorem Prags.
Został pochowany na Cmentarzu Leśnym w Monachium.

## Odznaczenia
- Krzyż Żelazny II Klasy (1914)[3]
- Krzyż Żelazny I Klasy (1914)[3]
- Order Królewski Korony IV Klasy[3]
- Order Domowy Hohenzollernów[3]
- Order „Pour le Mérite”[3]
- Komandor Orderu Fryderyka II Klasy[3]
- Złoty Medal Zasługi Orderu Korony Wirtemberskiej[3]
- Order Zasługi Wojskowej III Klasy[3]
- Kawaler Orderu Domowego i Zasługi Księcia Piotra Fryderyka Ludwika I Klasy[3]
- Krzyż Fryderyka Augusta I Klasy[3]
- Krzyż Hanzeatycki Hamburski[3]
- Order Korony Żelaznej III Klasy[3]
- Krzyż Zasługi Wojskowej (Austria) III Klasy[3]
- Order Osmana III Klasy[3]
- Order Medżydów II klasy[3]
- Srebrny Medal Imtiyaz (Turcja)[3]
- Złoty Medal Liakat (Turcja)[3]
- Medal Wojenny (Turcja)[3]
- Krzyż Honorowy dla Walczących na Froncie[3]
- Krzyż Zasługi Wojennej I klasy z mieczami (1939)[3]
- Srebrny Krzyż Niemiecki (20 kwietnia 1943)[3]
- Odznaka za 25-letnią Służbę w Heer[3]